# آبزاکوو (شهرستان بلورتسکی، باشقیرستان)
آبزاکوو (انگلیسی: Abzakovo, Beloretsky District, Republic of Bashkortostan) یک شهرک در شهرستان بلورتسکی باشقیرستان کشور روسیه است.